# Psychotria schunkeana
Psychotria schunkeana är en måreväxtart som först beskrevs av Paul Carpenter Standley, och fick sitt nu gällande namn av Charlotte M. Taylor. Psychotria schunkeana ingår i släktet Psychotria och familjen måreväxter. Inga underarter finns listade i Catalogue of Life.